# Robiniasläktet
Robiniasläktet (Robinia) är ett släkte i familjen ärtväxter med fem arter från östra och södra USA. Några arter odlas som trädgårdsväxter i Sverige.
Släktet består av buskar eller träd. Bladen är parbladiga med något alternerande småblad. Stiplerna ofta ombildade till taggar. Blommorna kommer i upprätta eller hängande klasar, de är kortlivade. Fodret är klocklikt med 5 tänder. Kronan är vit till rosa eller blekt purpur, kölens kronblad är förenade vid basen. Ståndarna är tio, nio av dem är förenade. Frukten är en balja.
Trädens frön och bark är giftiga.

## Bildgalleri

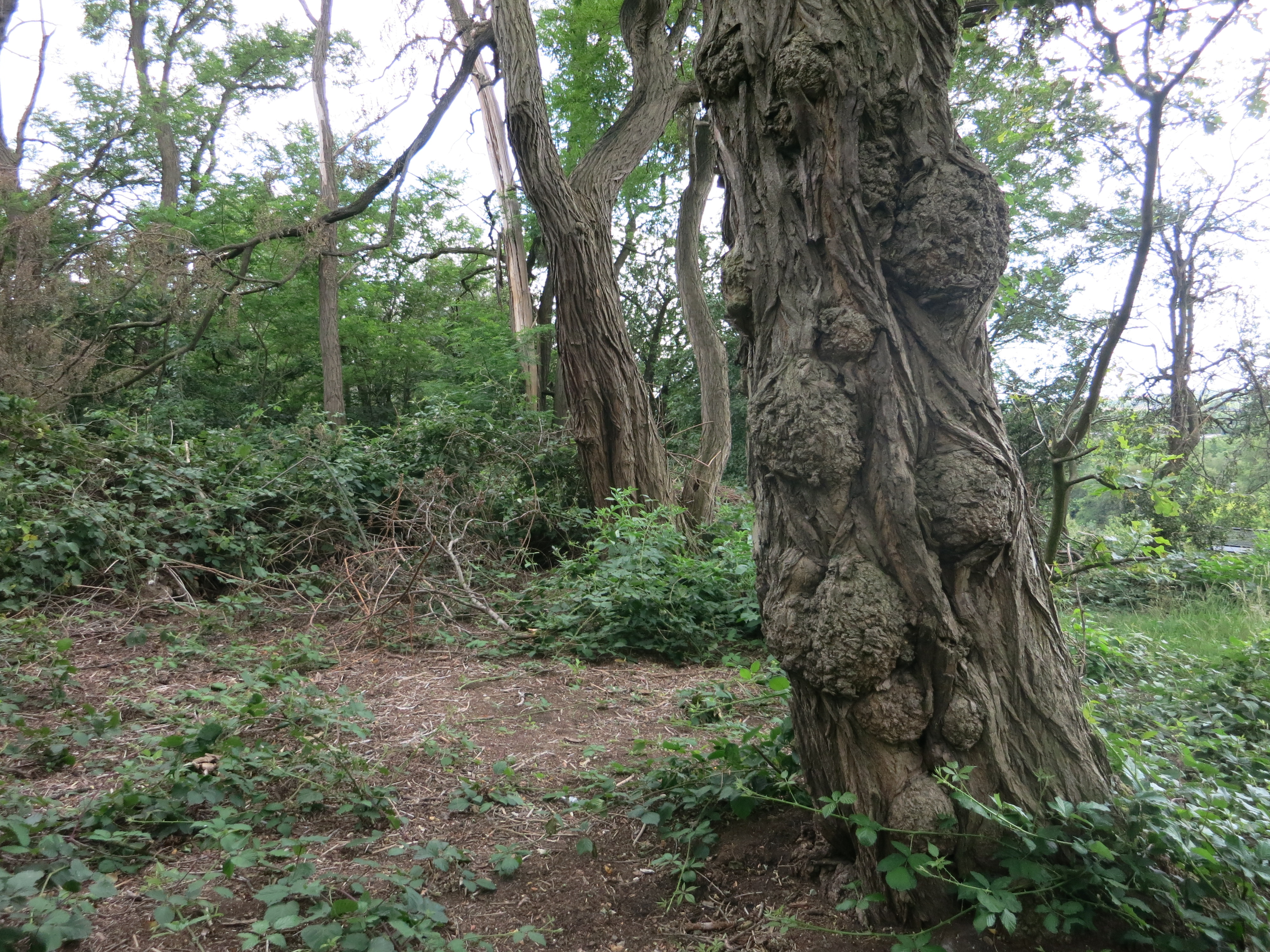
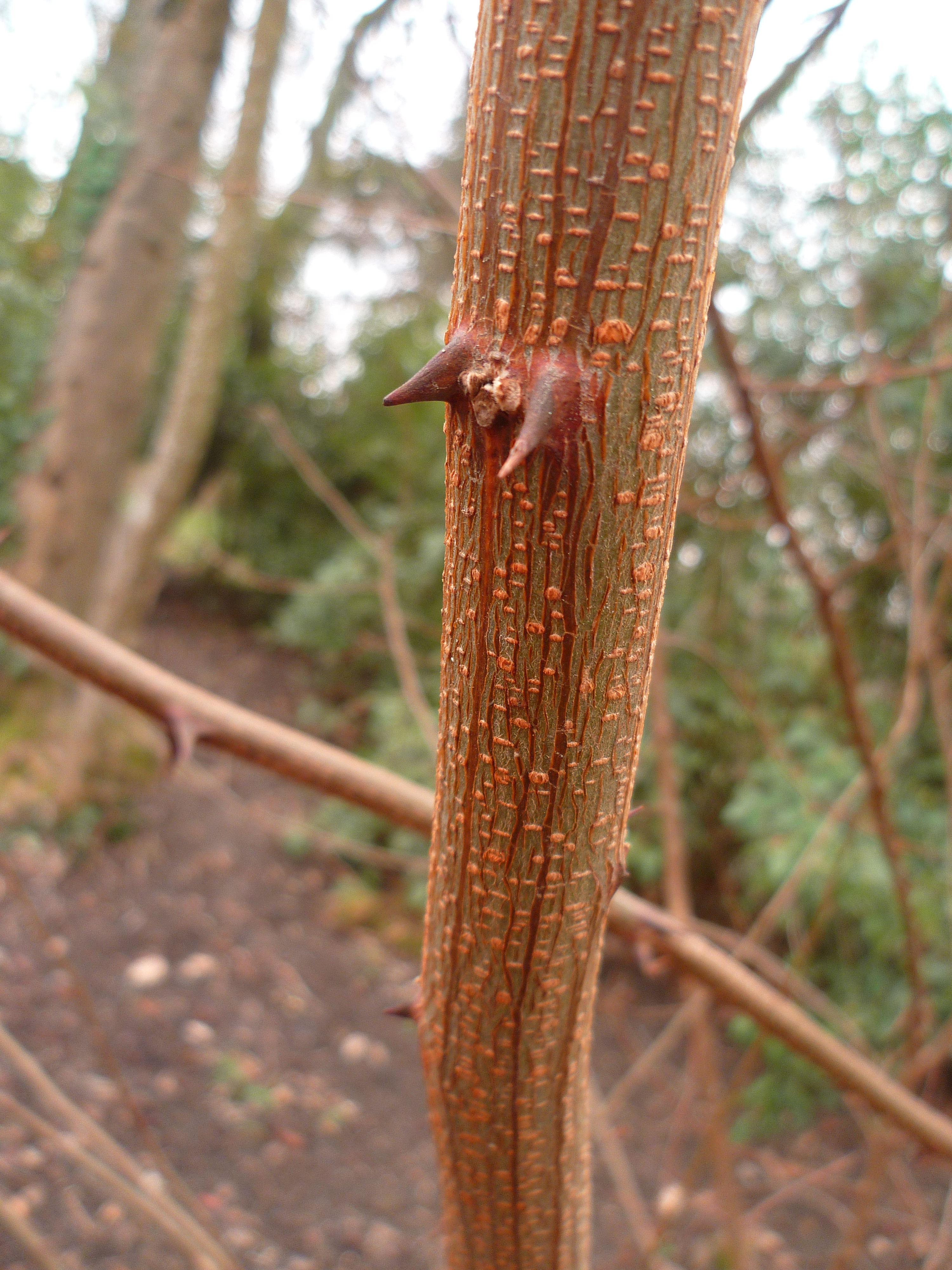
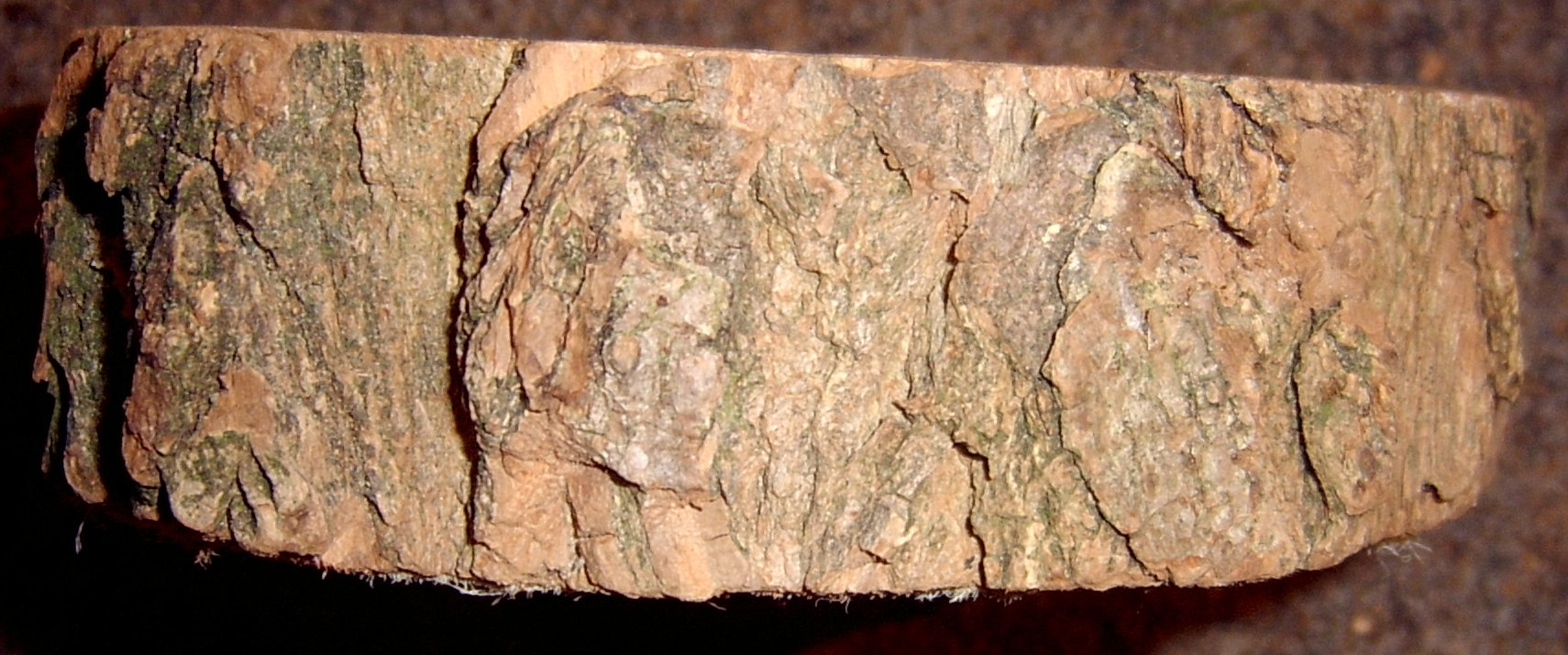
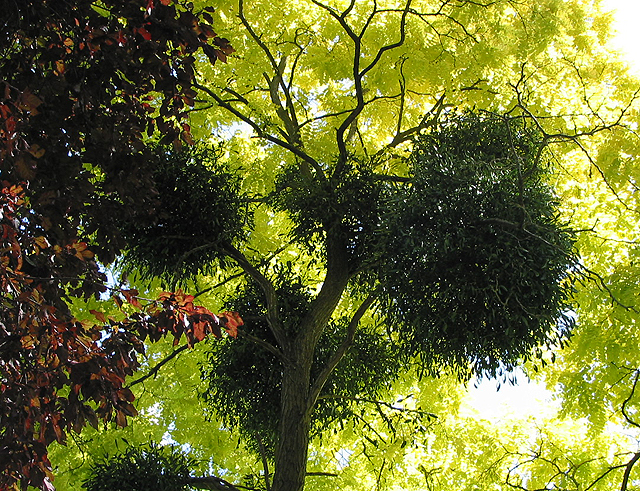
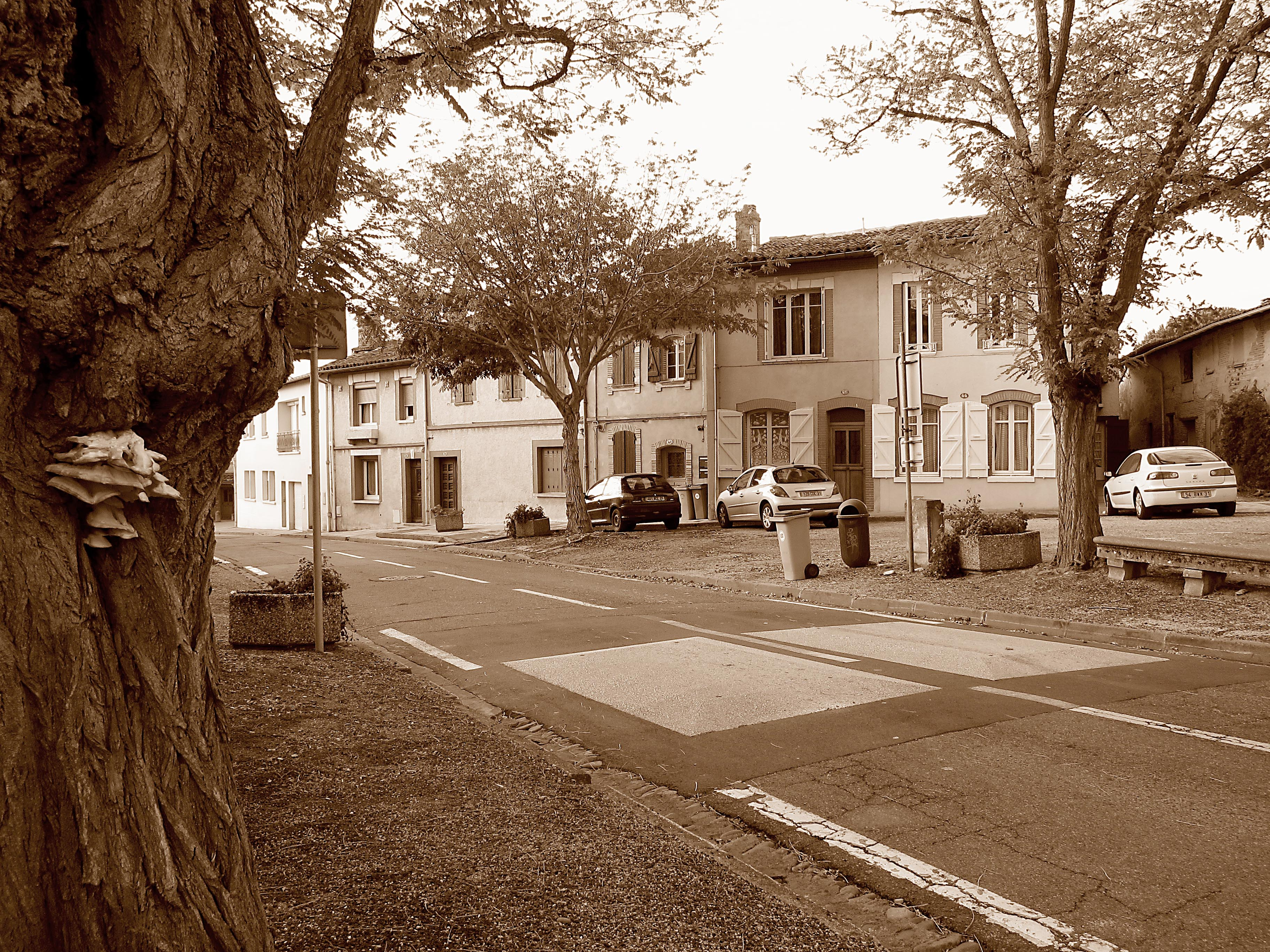
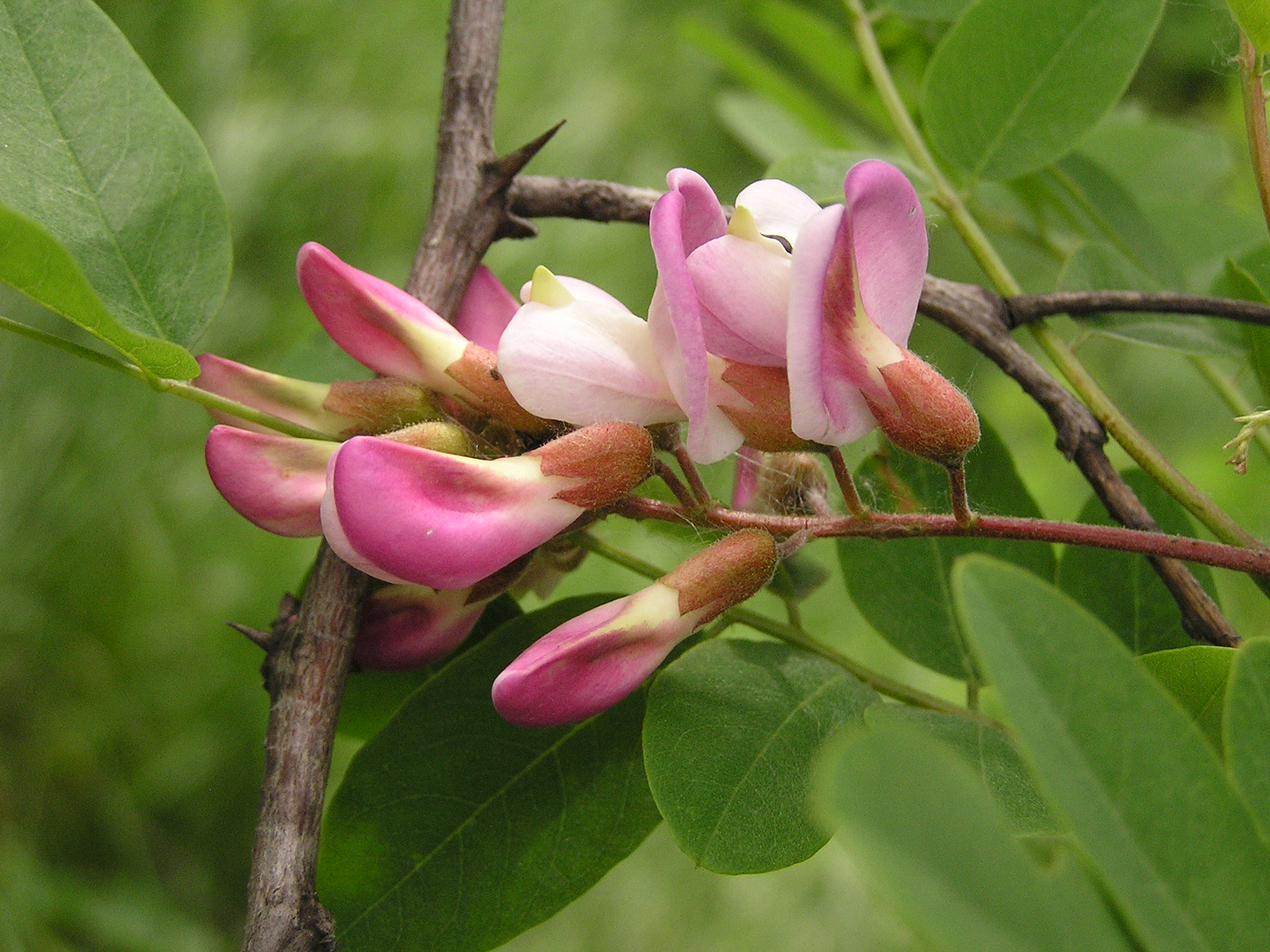

## KladogramenligtCatalogue of Life[1]
| Robinior | \| \| rosenrobinia \| \| \| \| \| \| Robinia neomexicana \| \| \| \| \| \| robinia \| \| \| \| \| \| Robinia viscosa \| \| \| \| |
|          | \| \| rosenrobinia \| \| \| \| \| \| Robinia neomexicana \| \| \| \| \| \| robinia \| \| \| \| \| \| Robinia viscosa \| \| \| \| |
|          | rosenrobinia |
|          | |
|          | Robinia neomexicana |
|          | |
|          | robinia |
|          | |
|          | Robinia viscosa |
|          | |